# Haplogroupe F
 (novembre 2023).
Si vous disposez d'ouvrages ou d'articles de référence ou si vous connaissez des sites web de qualité traitant du thème abordé ici, merci de compléter l'article en donnant les références utiles à sa vérifiabilité et en les liant à la section « Notes et références ».
 (novembre 2023).
Améliorez-le ou discutez des points à vérifier. 

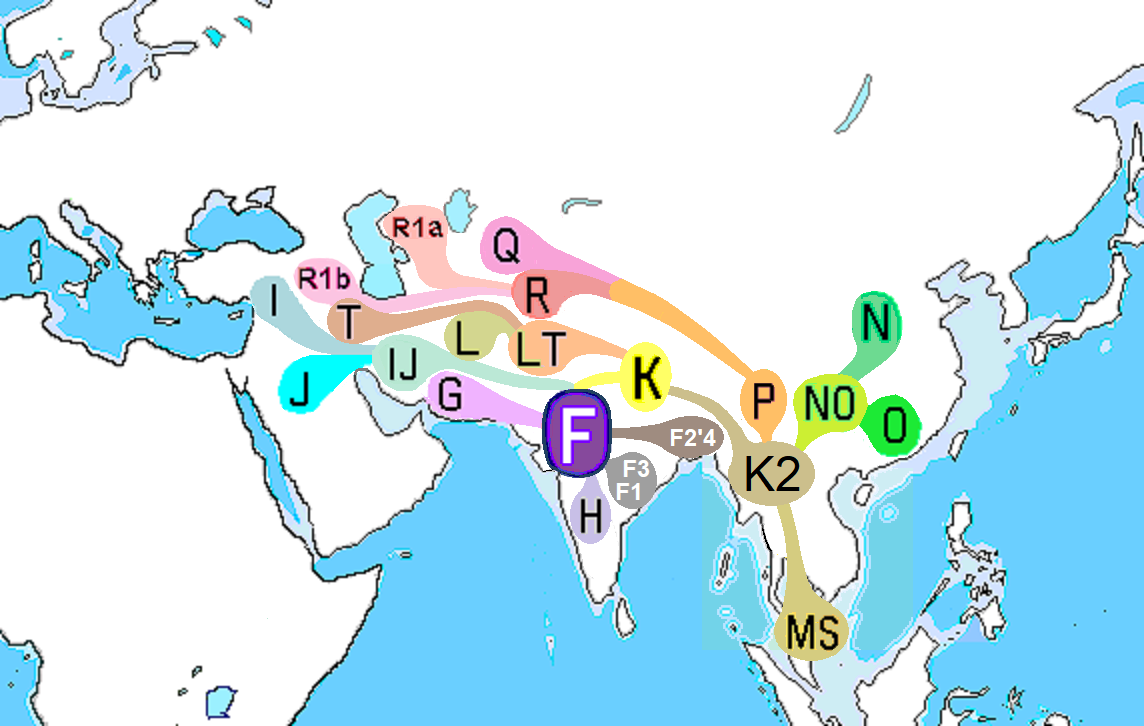
Origine de l'haplogroupe F et de ses principaux descendants

En génétique humaine, l’haplogroupe F (M89) est un haplogroupe du chromosome Y. Il est le groupe-frère de l'haplogroupe C. Il serait apparu en Asie du Sud, d'où il se serait diffusé dans toute l'Eurasie, devenant avec ses descendants le principal haplogroupe masculin présent sur la planète.

## Aire géographique
L'haplogroupe F est un haplogroupe relativement ancien, qui serait apparu sur le sous-continent indien ou au Moyen-Orient il y a environ 50 000 ans, peu après la dernière sortie d'Afrique d'Homo sapiens. On le trouve, lui ou sa descendance (voir ci-après), chez près de 80 % de la population masculine mondiale, étant seulement minoritaire en Afrique, en Asie orientale (Kazakhstan, Sibérie, Mongolie, Japon, Polynésie), ainsi que chez les Aborigènes d'Australie.

## Description
L'haplogroupe F est défini par la mutation M89.

## Sous-groupes
L'haplogroupe F est le parent des sous-groupes basaux F*, F1, F2, F3, et F4, des haplogroupes dérivés G, H, I, J, K, ainsi que de leur descendance.

## Schéma général
| Haplogroupes du chromosome Y (Y-ADN) |                                          |   |   |    |    |    |    |    |   |     |     |     |     |    |    |    |    |     |     |     |    |    |   |
|                                      | Plus récent ancêtre patrilinéaire commun |   |   |    |    |    |    |    |   |     |     |     |     |    |    |    |    |     |     |     |    |    |   |
|                                      | A                                        |   |   |    |    |    |    |    |   |     |     |     |     |    |    |    |    |     |     |     |    |    |   |
|                                      |                                          |   |   | BT |    |    |    |    |   |     |     |     |     |    |    |    |    |     |     |     |    |    |   |
|                                      |                                          | B | B | B  | CT | CT |    |    |   |     |     |     |     |    |    |    |    |     |     |     |    |    |   |
|                                      |                                          |   |   | DE | DE | CF | CF | CF |   |     |     |     |     |    |    |    |    |     |     |     |    |    |   |
|                                      |                                          |   | D | E  |    | C  | C  | F  | F | F   |     |     |     |    |    |    |    |     |     |     |    |    |   |
|                                      |                                          |   |   |    |    |    | G  | H  | H | IJK | IJK | IJK | IJK |    |    |    |    |     |     |     |    |    |   |
|                                      |                                          |   |   |    |    |    |    |    |   | IJ  | K   | K   | K   | K  | K  | K  |    |     |     |     |    |    |   |
|                                      |                                          |   |   |    |    |    |    |    | I | J   |     |     | LT  | K2 | K2 | K2 | K2 | K2  | K2  |     |    |    |   |
|                                      |                                          |   |   |    |    |    |    | I1 |   |     |     | L   | T   |    | MS | MS | MS | MS  | P   | P   | P  | NO |   |
|                                      |                                          |   |   |    |    |    |    |    |   |     |     |     |     |    | M  | S  |    | Q   | R   | R   |    | N  | O |
|                                      |                                          |   |   |    |    |    |    |    |   |     |     |     |     |    |    |    |    |     | R1  | R1  | R2 |    |   |
|                                      |                                          |   |   |    |    |    |    |    |   |     |     |     |     |    |    |    |    | R1a | R1a | R1b |    |    |   |
|                                      |                                          |   |   |    |    |    |    |    |   |     |     |     |     |    |    |    |    |     |     |     |    |    |   |